# Didrik Solli-Tangen
Didrik Solli-Tangen (født 11. juni 1987 i Porsgrunn) er en norsk sanger, der repræsenterede Norge ved Eurovision Song Contest 2010 og opnåede en 20. plads med sangen "My Heart Is Yours". Forinden havde han vundet Norsk Melodi Grand Prix 2010.
Solli-Tangen studerer klassisk sang ved Barratt Due Musikkinstitutt i Oslo og har bl.a. gjort sig bemærket som operasanger i USA. 